# 信仰の悲しみ

信仰の悲しみ

信仰の悲しみ（しんこうのかなしみ）は、関根正二が1918年に発表した絵画作品。大原美術館蔵。
第5回二科展に『姉弟』『自画像』と共に出展されると、新人賞にあたる樗牛賞に選ばれた。2003年に国の重要文化財に指定されている。
関根自身は当初『楽しき国土』の画題を考えていたものの、伊東深水からのむしろ深い悲しみを感じるという指摘によって現在のタイトルとなったという。